# Apia
Apia je hlavní a největší město státu Samoa, stejně jako jediné město v zemi. Nachází se na centrálním severním pobřeží Upolu, druhého největšího ostrova Samoa. Apia spadá do politického okresu (itūmālō) Tuamasaga.
Městská oblast Apia (obecně známá jako město City of Apia) má populaci 35 974 (sčítání lidu 2021).  Jeho geografické hranice se táhnou od východu přibližně od vesnice Letogo ve Vaimauze na západ v novější, průmyslové oblasti Apia, která se rozkládá až k vesnici Vaitele ve Faleata.
Moderní město Apia bylo založeno v roce 1850 a od roku 1959 je oficiálním hlavním městem Samoy.
Město je sídlem pobočky Jihopacifické University (ang. University of the South Pacific (USP)).

## Galerie

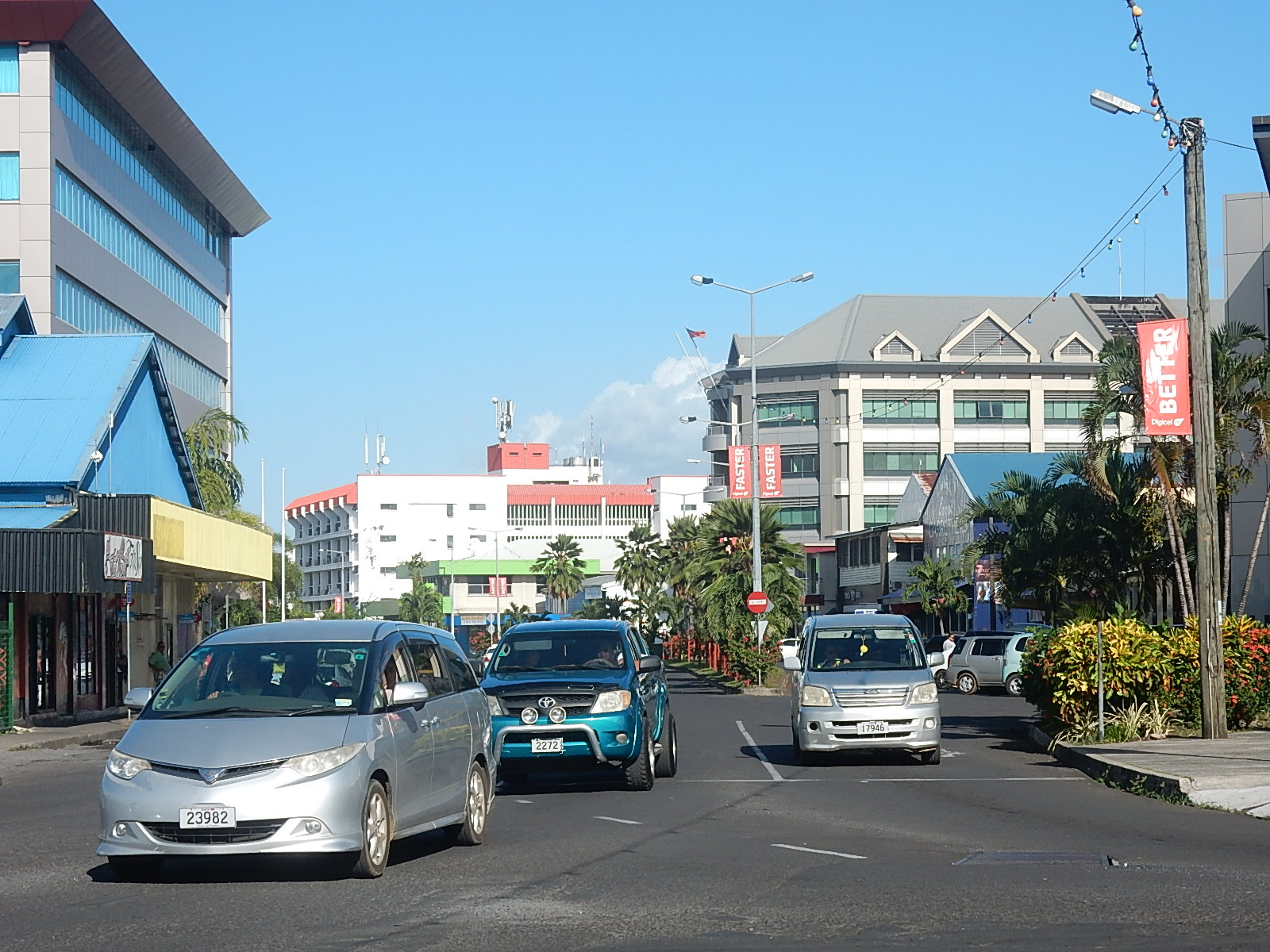
Centrum města
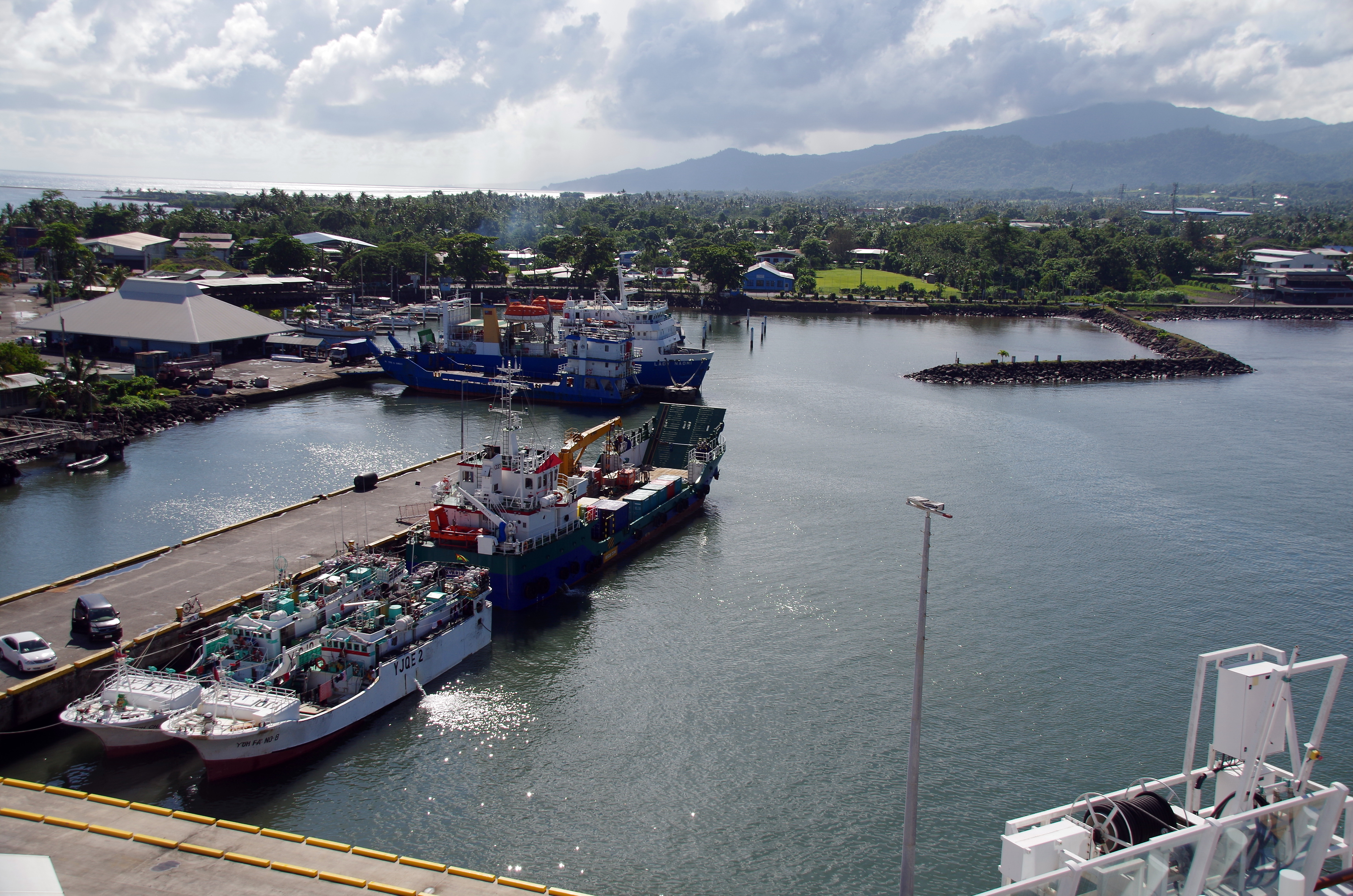
Přístav
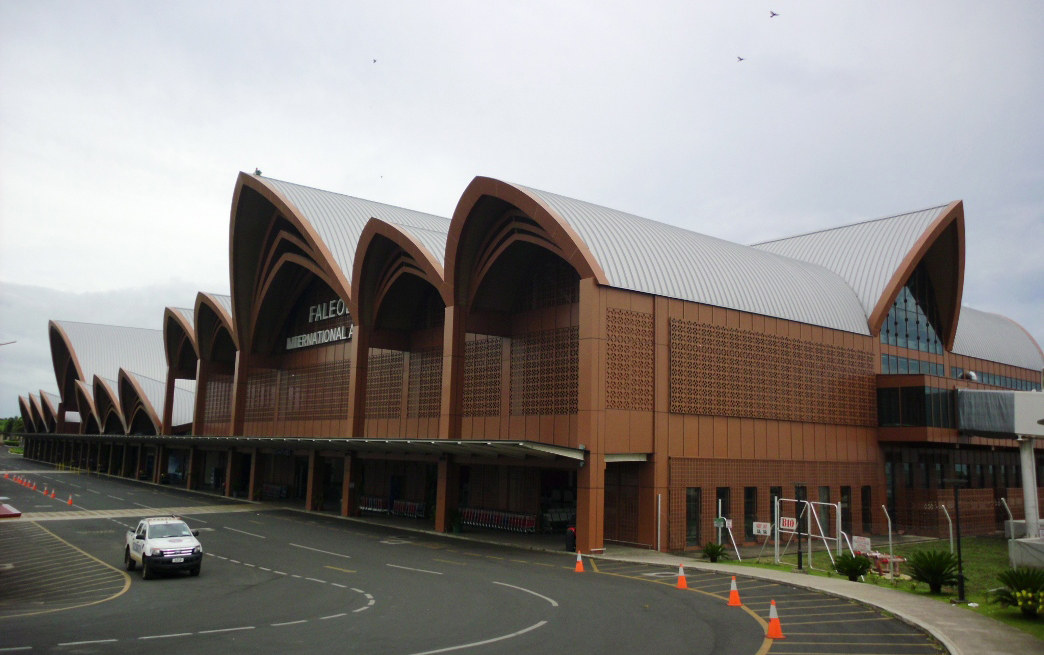
Mezinárodní letiště Faleolo

## Partnerská města
- Compton, Kalifornie, Spojené státy americké (2010)

- Šen-čen, Čínská lidová republika (2015)